# Gölle
Als Gölle wurde im 19. Jahrhundert ein hauptsächlich für den Holztransport auf Flüssen eingesetztes Schiff bezeichnet. Das Fahrzeug war flach gebaut, etwa 25 m lang, 5,5 m breit und verfügte über ein kleines Verdeck auf dem Vorschiff sowie eine Kajüte achtern.

## Quelle
- maritimes Lexikon • Modellskipper.de: Gölle